# Slowenische Eishockeyliga 2009/10
Die Saison 2009/10 der slowenischen Eishockeyliga fand im Anschluss an die erste Austragung des internationalen Eishockey-Bewerbes der Slohokej Liga statt und wurde daher in einer verkürzten Form ausgetragen. Meister wurde zum 8. Mal der HK Jesenice, der seinen Titel aus dem Vorjahr verteidigen konnte.

## Gruppenphase
Nach dem Ende der Saison 2009/10 der österreichischen Eishockeyliga stießen die beiden dort teilnehmenden Clubs HK Jesenice und HDD Olimpija Ljubljana zum Teilnehmerfeld, das ansonsten aus den slowenischen Clubs der Slohokej Liga bestand. Gemeinsam mit den besten vier Teams jener Liga wurde der slowenische Meister ausgespielt. Die sechs Mannschaften spielten zunächst in zwei Gruppen die Platzierungen aus, anschließend traten die beiden Gruppenersten bzw. Gruppenzweiten zum großen bzw. kleinen Finale in Form einer Best of Five-Serie an. Meister wurde der HK Jesenice.

### Tabellen
| Gruppe A | Gruppe A          | Gruppe A | Gruppe A | Gruppe A | Gruppe A | Gruppe A | Gruppe A | Gruppe A | Gruppe A | Gruppe A | Gruppe A | Gruppe A |
| Platz    | Team              | Spiele   | W        | OTW      | L        | OTL      | GF:GA    | Diff     | PIM      | PP%      | PK%      | Punkte   |
| -------- | ----------------- | -------- | -------- | -------- | -------- | -------- | -------- | -------- | -------- | -------- | -------- | -------- |
| 1        | HK Jesenice       | 4        | 3        | 0        | 0        | 1        | 15:4     | +11      | 66       | 11,11 %  | 89,29 %  | 10       |
| 2        | HK Triglav Kranj  | 4        | 1        | 1        | 2        | 0        | 10:11    | −1       | 44       | 20,00 %  | 81,82 %  | 5        |
| 3        | HD mladi Jesenice | 4        | 1        | 0        | 3        | 0        | 6:16     | −10      | 56       | 10,00 %  | 86,96 %  | 3        |

| Gruppe B | Gruppe B               | Gruppe B | Gruppe B | Gruppe B | Gruppe B | Gruppe B | Gruppe B | Gruppe B | Gruppe B | Gruppe B | Gruppe B | Gruppe B |
| Platz    | Team                   | Spiele   | W        | OTW      | L        | OTL      | GF:GA    | Diff     | PIM      | PP%      | PK%      | Punkte   |
| -------- | ---------------------- | -------- | -------- | -------- | -------- | -------- | -------- | -------- | -------- | -------- | -------- | -------- |
| 1        | HDD Olimpija Ljubljana | 4        | 4        | 0        | 0        | 0        | 27:3     | +24      | 52       | 32,00 %  | 95,24 %  | 12       |
| 2        | HDK Stavbar Maribor    | 4        | 2        | 0        | 2        | 0        | 12:9     | +3       | 82       | 20,00 %  | 88,46 %  | 6        |
| 3        | HS Olimpija Ljubljana  | 4        | 0        | 0        | 4        | 0        | 3:30     | −27      | 52       | 0,00 %   | 57,14 %  | 0        |

## Playoffs

### Kleines Finale
- HDK Stavbar Maribor (B2) - HK Triglav Kranj (A2): 2:1 (7:2, 5:6, 2:0)

### Finale
- HK Jesenice (A1) - HDD Olimpija Ljubljana (B1): 4:2 (8:7, 1:4, 2:3, 3:2, 7:1, 2:1)

## Statistiken
| Topscorer | Topscorer       | Topscorer    | Topscorer | Topscorer | Topscorer | Topscorer | Topscorer | Topscorer | Topscorer |
| Platz     | Spieler         | Team         | Spiele    | G         | A         | Pts       | PPG       | SHG       | PIM       |
| --------- | --------------- | ------------ | --------- | --------- | --------- | --------- | --------- | --------- | --------- |
| 1         | Todd Elik       | HK Jesenice  | 9         | 4         | 12        | 16        | 1         | 0         | 30        |
| 2         | Andrei Makrov   | HK Jesenice  | 8         | 6         | 9         | 15        | 4         | 0         | 2         |
| 3         | Jurij Goličič   | HDD Olimpija | 10        | 6         | 8         | 14        | 3         | 1         | 10        |
| 4         | Rok Tičar       | HK Jesenice  | 10        | 7         | 6         | 13        | 6         | 0         | 4         |
| 5         | Denis Kadić     | HDK Maribor  | 7         | 5         | 8         | 13        | 3         | 0         | 6         |
| 6         | Boštjan Goličič | HDD Olimpija | 10        | 5         | 7         | 12        | 3         | 1         | 10        |
| 7         | Burke Henry     | HDD Olimpija | 9         | 5         | 6         | 11        | 3         | 1         | 12        |
| 8         | Aleš Mušič      | HDD Olimpija | 10        | 5         | 6         | 11        | 1         | 0         | 35        |
| 9         | Marko Ferlež    | HDK Maribor  | 7         | 4         | 7         | 11        | 0         | 0         | 8         |
| 10        | Andrej Hebar    | HK Jesenice  | 10        | 4         | 5         | 9         | 1         | 0         | 48        |

| Torhüter | Torhüter          | Torhüter     | Torhüter | Torhüter | Torhüter | Torhüter | Torhüter | Torhüter | Torhüter |
| Platz    | Spieler           | Team         | Spiele   | MIP      | GA       | GAA      | PIM      | PPGA     | SHGA     |
| -------- | ----------------- | ------------ | -------- | -------- | -------- | -------- | -------- | -------- | -------- |
| 1        | Gaber Glavič      | HK Jesenice  | 1        | 60       | 1        | 1.00     | 0        | 1        | 0        |
| 2        | Jure Verlič       | HDK Maribor  | 6        | 360      | 11       | 1.83     | 0        | 4        | 2        |
| 3        | Dov Grumet-Morris | HK Jesenice  | 9        | 540      | 19       | 2.11     | 10       | 9        | 0        |
| 4        | Matija Pintarič   | HDD Olimpija | 7        | 361      | 14       | 2.32     | 2        | 6        | 0        |
| 5        | Aleš Sila         | HDD Olimpija | 5        | 239      | 11       | 2.76     | 0        | 7        | 0        |
| 6        | Anže Ulčar        | HK Triglav   | 7        | 400      | 22       | 3.30     | 0        | 6        | 1        |
| 7        | Luka Gračnar      | HD Mladi     | 4        | 240      | 16       | 4.00     | 0        | 3        | 2        |
| 8        | Uroš Puš          | HDK Maribor  | 1        | 60       | 5        | 4.99     | 0        | 2        | 1        |
| 9        | Matic Boh         | HS Olimpija  | 4        | 240      | 30       | 7.50     | 0        | 9        | 2        |
| 10       | Jernej Čerin      | HK Triglav   | 1        | 20       | 3        | 9.00     | 0        | 0        | 0        |

## Kader des slowenischen Meisters
| Slowenischer Meister HK Jesenice | Torhüter: Dov Grumet-Morris, Gaber Glavič Verteidiger: Sabahudin Kovačevič, Alexander Dück, Jan Golubowski, David Slivnik, Gašper Sušanj, Miha Rebolj, Mitja Robar Angreifer: Todd Elik, Andrei Makrov, Rok Tičar, Andrej Hebar, Žiga Jeglič, Robert Sabolič, Anže Terlikar, Tomo Hafner, Miha Brus, Robert Raymond Robins, Jure Dolinšek, Klemen Pretnar, Marjan Manfreda, Andrej Židan, Aleš Remar Cheftrainer: |